# Здзехув (Шидловецький повіт)
Здзехув (пол. Zdziechów) — село в Польщі, у гміні Шидловець Шидловецького повіту Мазовецького воєводства.
Населення — 588 осіб (2011).

## Демографія
Демографічна структура станом на 31 березня 2011 року:
|          | Загалом | Допрацездатний вік | Працездатний вік | Постпрацездатний вік |
| -------- | ------- | ------------------ | ---------------- | -------------------- |
| Чоловіки | 298     | 75                 | 194              | 29                   |
| Жінки    | 290     | 77                 | 151              | 62                   |
| Разом    | 588     | 152                | 345              | 91                   |